# Winthrop Eagles

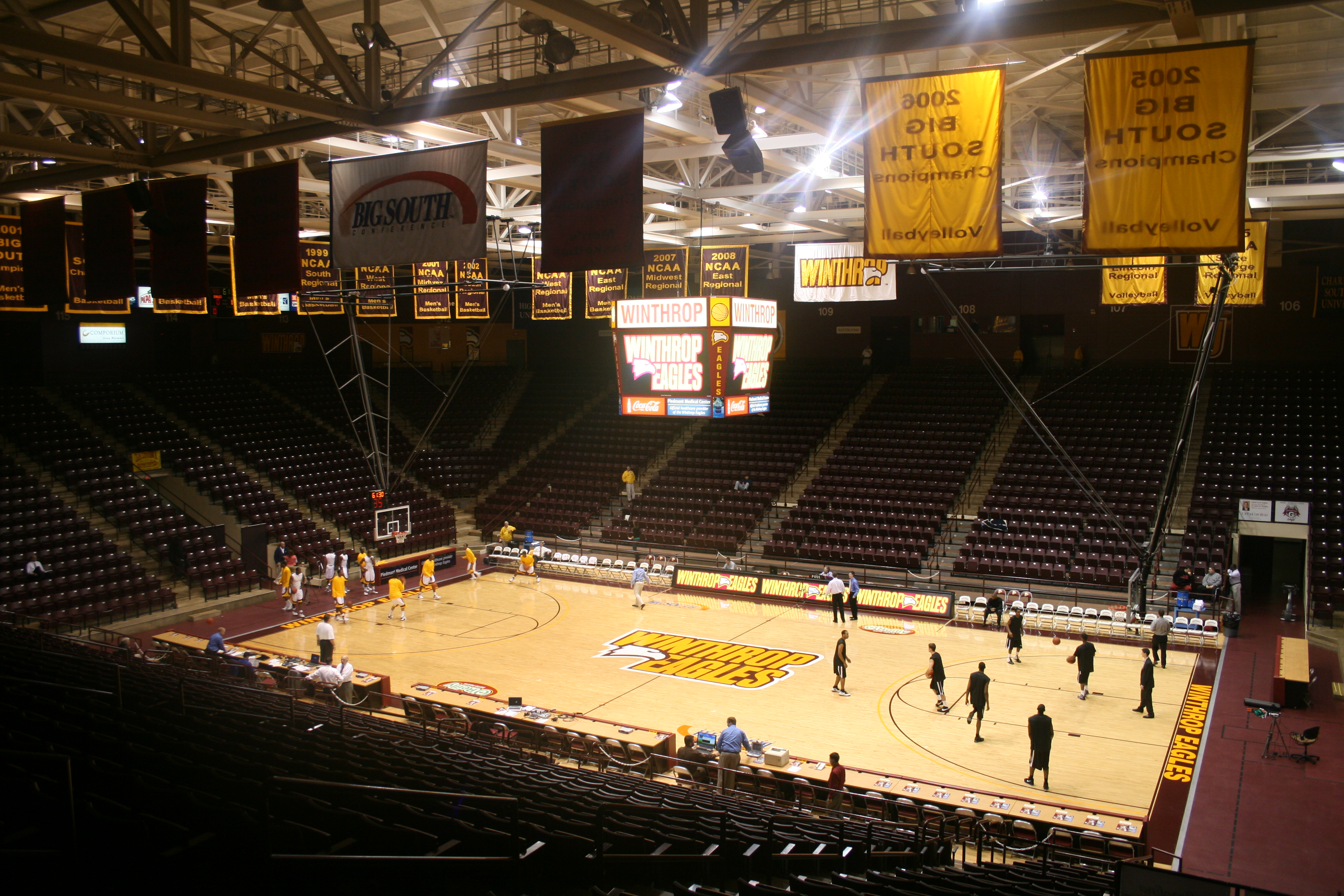
Winthrop Coliseum.

Winthrop Eagles (español: Águilas de Winthrop) es el equipo deportivo de la Universidad Winthrop, situada en Rock Hill, en el estado de Carolina del Sur. Los equipos de los Eagles participan en las competiciones universitarias organizadas por la NCAA, y forman parte de la Big South Conference desde su fundación en 1983.

## Apodo y mascota
Hasta 1974, cada generación de estudiantes de Winthrop elegía su propia mascota. Fue a finales de los años 70 cuando se eligió como mascota oficial un águila, que años después sería baurtizada con el nombre de Big Stuff.

## Programa deportivo
Los Eagles participan en las siguientes modalidades deportivas:
| - Masculino - Baloncesto - Béisbol - Cross - Golf - Atletismo - Tenis - Fútbol | - Femenino - Baloncesto - Cross - Voleibol - Golf - Fútbol - Lacrosse - Atletismo - Softball - Tenis |

### Baloncesto
El equipo que más éxitos ha cosechado de la universidad es el de baloncesto masculino, que en los últimos 10 años ha conseguido llegar en 8 ocasiones a disputar el Torneo de la NCAA. De todas ellas, únicamente una vez fue capaz de pasar a segunda ronda, en 2007, cuando derrotaron contra pronóstico a Notre Dame. Han ganado en 7 ocasiones la fase regular de la Big South Conference y en 9 el torneo de la misma.

## Instalaciones deportivas
- Winthrop Coliseum es el pabellón donde se disputa el baloncesto. Cuenta con 6.100 localidades y fue construido en 1982.[3]
- Eagle Field es el estadio de fútbol. construido en 1997, ha sido remiodelado en dos ocasiones. Tiene una capacidad para 1.500 espectadores.[4]
- Winthrop Ballpark es el terreno de juego del equipo de béisbol. Tiene capacidad para 1.989 espectadores, y fue construido en 2003.[5]